# Gare de Morannes
Gare de Morannes – przystanek kolejowy w Morannes, w departamencie Maine i Loara, w regionie Kraj Loary, we Francji.
Został otwarty w 1863 przez Compagnie des chemins de fer de l'Ouest. Jest przystankiem kolejowym Société nationale des chemins de fer français (SNCF), obsługiwaną przez pociągi TER Pays de la Loire.

## Położenie
Znajduje się na wysokości 34 m n.p.m., na km 273,188 km linii Le Mans – Angers, pomiędzy stacjami Sablé i Étriché - Châteauneuf. 

## Usługi
Usługi kolejowe są prowadzone przez pociągi TER Pays de la Loire, kursujące między Le Mans i Angers.